# Heniochus
Heniochus Cuvier, 1816 è un genere di pesci d'acqua salata appartenenti alla famiglia Chaetodontidae.

## Tassonomia
Comprende le seguenti specie:
- Heniochus acuminatus (Linnaeus, 1758)
- Heniochus chrysostomus Cuvier, 1831
- Heniochus diphreutes Jordan, 1903
- Heniochus intermedius Steindachner, 1893
- Heniochus monoceros Cuvier, 1831
- Heniochus pleurotaenia Ahl, 1923
- Heniochus singularius Smith & Radcliffe, 1911
- Heniochus varius (Cuvier, 1829)